# NGC 6462
NGC 6462 је елиптична галаксија у сазвежђу Змај која се налази на NGC листи објеката дубоког неба.
Деклинација објекта је + 61° 54' 38" а ректасцензија 17h 44m 48,7s. Привидна величина (магнитуда) објекта NGC 6462 износи 14,0 а фотографска магнитуда 15,0. NGC 6462 је још познат и под ознакама MCG 10-25-85, CGCG 300-63, ARAK 529, IRAS 17443+6155, KARA 829, 7ZW 740, PGC 60790.